# Що е социализъм и има ли той почва у нас?
„Що е социализъм и има ли той почва у нас?" е първото оригинално българско марксистко съчинение. Негов автор е основателят на БРСДП Димитър Благоев. Издадено е в отделна книжка през 1891 г.
В първите три глави Благоев излага в популярен вид учението на Маркс и Енгелс. В последната четвърта глава Благоев представя обширно изследване на обществено-икономическото развитие на България след Освобождението. В него Благоев излага тезата, че в България се развива капитализъм, че се оформят капиталистическа и работническа класа и че във връзка с това научният социализъм има социални корени и обществена почва за развитие.
По-късно самият Благоев отчита някои грешки в труда си, но не отрича важността му за развитието на теоретичната основа на социализма.